# 天秤 (流体力学)
天秤（てんびん、balance /wind-tunnel balance）は流れの中の物体が流体から受ける力を測定する装置である。
風洞実験で模型に働く力の測定によく使われる。幾つの力の成分を測定するかにより、3分力天秤、6分力天秤といった区別がある。
また物体を支持する方式には、吊り下げ方式、ストラット方式、スティング方式がある。